# Купер, Абрахам
Абрахам Купер (англ. Abraham Cooper; 8 сентября 1787, Лондон, Великобритания — 24 декабря 1868[…], Гринвич, Великобритания) — английский художник анималист и баталист, один из ведущих мастеров спортивного жанра первой половины XIX века.

## Биография
Абрахам Купер родился в 1787 году в районе Гринвича Лондона в семье торговца табаком, проживающей на улице Red Lion Street. Его отцу удалось скопить капитал на продаже табака и впоследствии стать владельцем трактиров в лондонских районах Holloway и Edmonton, London. Абрахама отдают в школу, после которой, в возрасте тринадцати лет устраивают на работу в качестве ассистента в Амфитеатр Астлей, в начале XIX века переименованного в Королевский амфитеатр искусств и являющегося прообразом первого в истории современного цирка. Он попадает под опеку своего дяди Уильяма Дэвиса, который работал в амфитеатре управляющим. В обязанность юноши входило участие в различного рода мимических сценах. Владелец амфитеатра — отставной сержант Филипа Астлей был большим любителем конных представлений. Увлечённость хозяина амфитеатра передалась и Абрахаму Куперу.
Молодой Абрахам увлекается рисованием, выполняя зарисовки лошадей и собак, принимавших участие в цирковых представлениях. Филип Астлей обращает внимание на способности юного художника и поощряет его работу. Абрахам выполнят для него несколько графических портретов лошадей. Одним из первых подобных рисунков было изображение лошади по кличке «Frolic».
В возрасте около двадцати лет, Абрахам Купер поступает на службу конюха к Sir Henry Meux. В 1809 году Абрахам решается выполнить свою первую работу маслом и изобразить свою любимую лошадь. Для этого он приобретает холст, масляные краски и самостоятельно знакомится с основами художественного мастерства. Созданный портрет лошади настолько понравился владельцу лошади, что тот не только купил картину, но и стал другом и покровителем Абрахама Купера.
Дядя Дэвис, желал своему племяннику сделать карьеру в Театре Ковент-Гарден под руководством актёра Джона Кумбла
. Однако, Абрахам предпочёл театральной профессии карьеру художника.
Тогда дядя Дэвис знакомит его с художником — анималистом Бенджамином Маршаллом. Тот принимает его в свою студию. Абрахам копирует гравюры с изображением лошадей своего учителя, которые публиковались в журнале The Sporting Magazine, а в 1811 году в журнале публикуется первая собственная работа Абрахама Купера
Благодаря таланту и природному обаянию Купер находит новых влиятельных друзей и покровителей, среди которых Аделаида Саксен-Мейнингенская и королева Виктория, Георг IV, Джордж Фицрой, 4-й герцог Графтон.
Его работу с успехом продавались, что позволяло ему вести благополучный образ жизни. Он проживал на улице № 6 Нью-Миллмана, недалеко от больницы Поднялок, где устроил себе студию.
Купер был женат на г-же Фрэнсис д’Эбро. У него было два сына: Александр Дэвис Купер, который так же как и отец известен как художник [2]), Альфред Уильям Купер и пасынок.

## Творчество
В 1812 году Абрахам Купер становится членом Фонда художников (Artists’ Benevolent Fund). Впоследствии, он в течение 5 лет будет занимать должность его председателя.
В 1812 году Купер выставил свои первые картины «The Farrier’s shop» (Конюший магазин) и «Голова терьера» в Королевской академии.
В 1816 году он получил премию в 150 гиней Британского института за картину «Битва при Линьи». Позднее картина перешла в коллекцию графа Эгремонта. В 1817 году он был избран в качестве ассоциированного члена Королевской академии, а в 1820 году за свою дипломную работу "Sir Trevisan flying frum Despair, " («Сэр Тревисан, летящий с отчаянием», изображавшую сцену из «Королевы фей» Эдмунда Спенсера), становится академиком.
К концу 1817 года семь его картин были выставлены в Королевской академии.
Работы Абрахама Купера пользовались большим спросом у мастеров гравюры.
Первая гравюрная работа, созданная по картине Купера «Tam of Slianter», была выполнена Дж. Роджерсом и выставлена в Британском институте в 1814 году. Она была куплена герцогом Мальборо.
Последовали многие другие гравюрные работы, среди которых были «Rupert’s Standard», «The First Lord Arundell taking a Turkish Standard at the Battle of Strigonium», «The Battle of Bosworth Field», «William III wounded the day before the Battle of the Boyne», «The Gillies* Departure», «The Battle of Assaye» и т. Д.
Две  картины, написанных в 1818 году «Осёл и спаниель» (A Donkey and Spaniel) и «Серый конь у стойки» (A Grey Horse at a Stable-door) были приобретены в коллекцию
John Sheepshanks (art collector), откуда позднее переместились в South Kensington Museum, переименованный в Музей Виктории и Альберта.
Абрахам Купер заслужил всеобщее признание как художник баталист. В британской школе он придерживался аналогичной позиции, которую ранее проводил в Германии Петер фон Гесс и Гораций Верне во Франции. Однако по мнению искусствоведов он так и сне мог сравниться с его французским коллегой.
Профессиональная работа с лошадьми сказалась и на качестве их изображений.
Среди многочисленных работ на спортивную тематику выделяются изображения скаковых лошадей и портреты известных в то время жокеев, а также и их тренеров: Лошади по кличке «Элиса», победителя популярных лошадиных скачек Сент-Леджер 1836 года, выставленный в Королевской академии в 1838 с жокеем жокеем John Day и его тренера Doe, Lord Lichfield’s trainer , лошади по кличке Mango (horse), лауреата St Leger Stakes в 1837 и другие. Абрахам Купер внёс значительный вклад в художественное оформление «Спортивного журнала».
Менее малочисленны его работы с изображением батальных сцен, а также на сельскую анималистическую, историческую тематику, в том числе связанной с Наполеоном («Napoleon auf seinem Feldzug nach Moskau»).
Журнал Sporting Magazine (vol. cxxxiv.) так отзывался о творчестве Абрахама Купера

«Независимо от того, участвуете ли вы в гонках, охоте, стрельбе или рыбалке, вам нужно только взглянуть на картины, чтобы убедиться, что все они созданы знатоком и спортсменом и они обязательно вернут приятное воспоминание о прошлом.»

Он ушёл в отставку в 1866 году и умер в своей резиденции, коттедже WToodbine, Вудлендс, Гринвич, 24 декабря 1868 года и был похоронен на Хайгейтском кладбище.

## Наследие
Купер был плодовитым художником. Начиная с 1812 года, он постоянно, на протяжении всей своей творческой карьеры, выставлял работы на различных художественных площадках, в том числе Society of Painters in Oil and Watercolours, British Institution (74 картины). Отправил 332 картины в Королевскую академию, и ещё 87 в другие выставочные залы Лондона. Среди публикаций — 89 гравюр в журнале «Спортинг», выполненных по его работам, многие из которых были развешены на стенах Академии.
Последняя, посмертная работа была представлена в 1869 году.
В отделе гравюр и рисунков Британского музея хранятся более 400 гравюр, выполненных по работам Абрахама Купера. Большинство из них экспонировались между 1812 и 1869 годами. Он был одним из самых популярных художников, изображавших лошадей и собак, с выдающейся клиентурой.
Абрахам Купер оставил учеников, наиболее известными из которых были Джон Фредерик Херринг, Томас Вудворд и Уильям Браро, в работе которых заметно влияние их учителя.
Портрет Абрахама Купера был создан Джоном Джексоном в 1827 году, когда ему было 40 лет и он находился в зените славы. Позднее он был выгравирован и напечатан в Sporting Magazine.

## Галерея
- "Элис" и жокей John Day, 1836-1837
- Tomas Rounding esq on his favorite hunter Span, ок.1830
- Crib and Rosa, 1817
- Tam O'Shanter
- Richard III and the Earl of Richmond During the Battle of Bosworth Field
- Engraving after Cooper, by Edward Hacker (1813–1905), 1866.
- Всадник в приветствии, 1833

## Работы
- Область Босворта (1825, Далласский музей изобразительных искусств)
- Смерть сэра Фрэнсиса Рассела, который был предательски убит на Встрече Границы, 16 июля 1585 (1827, Герцог Бедфорда, Вубернского аббатства)
- Сражение Зутфена, 1586) 1826 — герцог Бедфорда, Вубернского аббатства)
- Сражение мавра Марстона (1819 — музей Харриса и картинная галерея, Престон)
- Героическое поведение Кромвеля в мавре Марстона (1821 — дом шашек, Бакингемшир)
- Кромвель, приводящий его Конницу в Сражение (кембриджширские Музеи, в Доме Кромвеля, Хантингдоне)
- Сцена сражения (attr). (Картинная галерея ратуши)
- Первая большая победа Веллингтона — сражение Assaye (лёгкие драгуны)
- Сражение Ligny (лорд Эгремонт, дом Petworth)